# 印第安納波利斯賽道
印第安納波利斯賽道（英語：Indianapolis Motor Speedway）是一個位於美國印第安納波利斯的飛地斯皮德韦的賽道。它每年主辦印第安納波利斯500大賽和NASCAR的Verizon 200等主要賽事。橢圓型賽道全長2.5英里。在1998-2000年加建了場內賽道之後，在2000年至2007年期間，賽道的場內賽道也曾經舉辦一級方程式賽事。2008年至2015年期間，世界摩托車錦標賽也在此舉辦。印第安納波利斯賽道是美國國家史蹟名錄和美國國家歷史名勝中唯一和賽車歷史有關的地標。自1956年，賽道於場內設有印第安納波利斯賽道名人堂博物館，館內設有賽車名人堂。賽道在1987年舉行了泛美運動會的開幕儀式。

## 外部連結
- Indianapolis Motor Speedway （页面存档备份，存于） – Official website
- BBC's circuit guide （页面存档备份，存于）
- Indianapolis Motor Speedway Page （页面存档备份，存于） on NASCAR.com （页面存档备份，存于）
- Indianapolis Motor Speedway （页面存档备份，存于） from Indianapolis, a National Park Service Discover Our Shared Heritage Travel Itinerary
- Indianapolis Motor Speedway Collection （页面存档备份，存于）
- Historic Purpose Built Grand Prix Circuits on Google Maps （页面存档备份，存于）